# Tibiomus ambitus
Tibiomus ambitus är en mångfotingart som först beskrevs av Carl Graf Attems 1914.  Tibiomus ambitus ingår i släktet Tibiomus och familjen Odontopygidae. Inga underarter finns listade i Catalogue of Life.